# Victúfalos

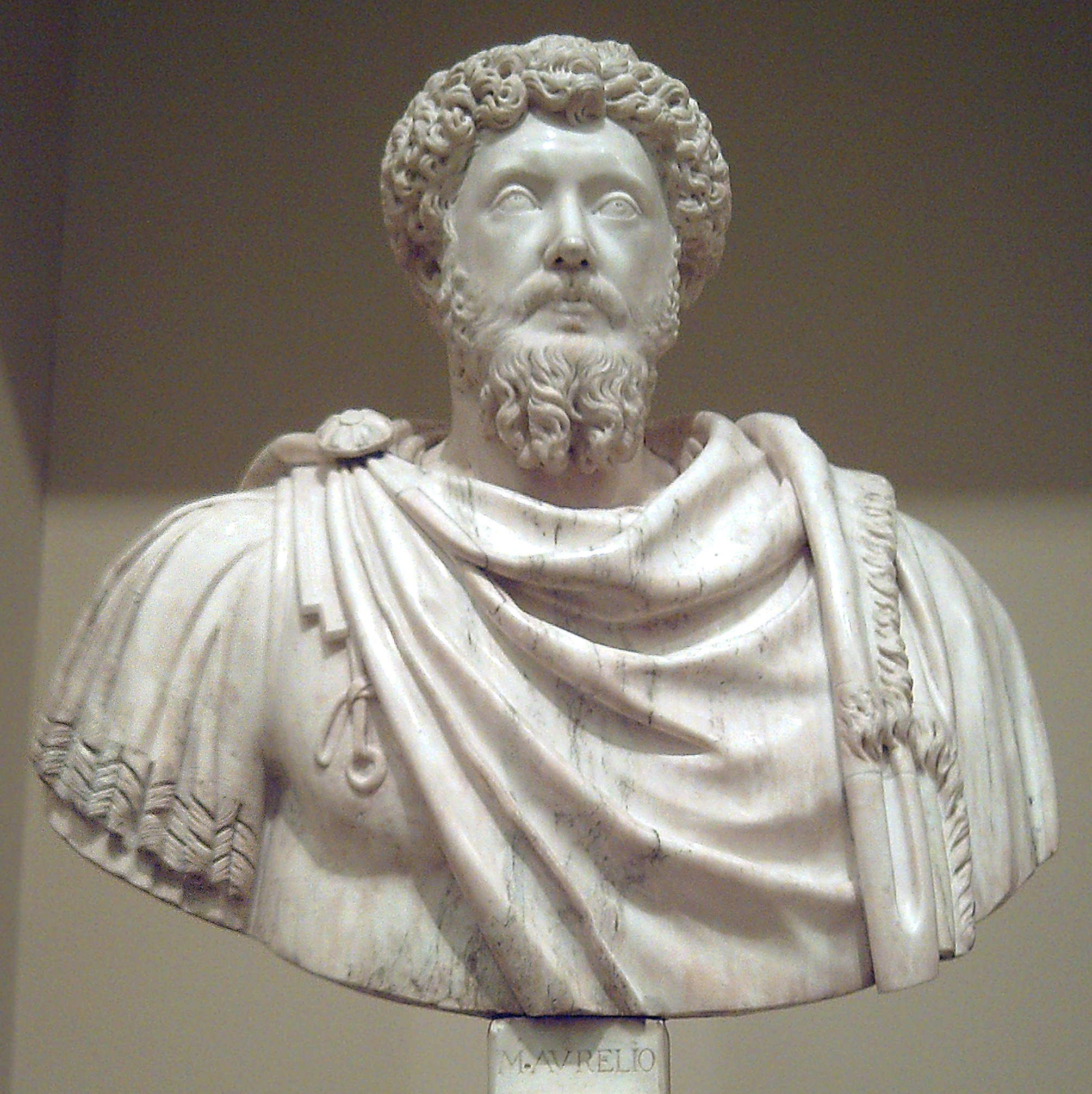
Busto de Marco Aurélio no Museu do Prado

Victúfalos (em latim: Victufali), victóalos (victohali) victóvalos (victovali), victúalos (victuali), victábalos (victabali), também conhecidos através dos cronistas gregos como bíctoas (em grego: Βικτοα; romaniz.: Biktoa) ou bíctolos (em grego: Βικτολοι; romaniz.: Biktoloi), foram um povo germânico da Antiguidade Tardia. Eles são citados pela primeira vez na História Augusta quando, no reinado de Marco Aurélio (r. 161–180), cruzaram o Danúbio ao lado dos marcomanos e quados. Segundo o capítulo atribuído a "Júlio Capitolino":
| “ | [...] agora não só estava os victúfalos e marcomanos estavam jogando tudo em confusão, mas outras tribos, que tinha sido empurradas pelos bárbaros mais distantes e tiram retrocedido diante deles, estavam prontos para atacar a Itália se não recebessem pacificamente. | ” |

Eles também participaram nas Guerras Marcomanas ou, como Capitolino chamou-as, a "Guerra Germânica" ou "guerra de muitas nações".[a] Cláudio Mamertino, em um discurso louvando Maximiano (r. 285–310), diz que em algum ano logo após 291 "os tervíngios, outra parte dos godos, junto com os taifalos, fizeram campanha contra os vândalos e gépidas." (Tervingi, pars alia Gothorum, adiuncta manu Taifalorum, adversum Vandalos Gipedesque concurrunt). Dado a localização do conflito, é provável que o termo "vândalos" seja uma corruptela do nome "victúfalos", pois segundo o historiador Eutrópio, escrevendo em torno de 360, naquele tempo a Dácia estava sob controle dos taifalos, victúfalos e tervíngios.

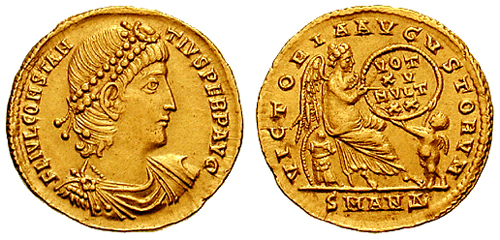
Soldo de r.

Durante o reinado de Constâncio II (r. 324–361), os chefes sármatas foram derrotados por uma revolta escrava e fugiram para os victúfalos para proteção, como Amiano Marcelino relata:
| “ | E estes chefes nativos, perdendo toda a sabedoria da fé deles, fugiram para os victúfalos, cujos assentamentos estavam a uma grande distância, pensando melhor na escolha dos males tornar-se sujeito a seus protetores do que escravos de seus próprios escravos. | ” |